# Hortto Kaalo
Hortto Kaalo — финская цыганская музыкальная группа, исполняющая песни на финском и цыганском языках. Специализируется на восточноевропейской и французской цыганской музыке. Название группы переводится как «настоящие цыгане».
Группа основана в 1969 году Фейей Окерлунд, Марко Путконеном, Тайсто Лундбергом и Хейкки Нюманом, хотя вскоре после этого Нюман покинул группу. Hortto Kaalo часто выступали вместе с финской цыганской певицей Аннели Сари.
Дебютный сингл Hortto Kaalo, протестная песня Miksi ovet ei aukene meille? (букв. «Почему нам не открываются двери?»), вышел в 1970 году и внёс вклад во введение законодательного запрета расовой дискриминации в Финляндии.
Всего группа выпустила шесть пластинок и четыре сборника. Их первые два альбома, Hortto Kaalo и Hai Hortto Kaalot (оба на лейбле Scandia), получили золотую сертификацию.
Группа популяризировала цыганскую музыку среди широкой аудитории Финляндии. Hortto Kaalo находились на пике своей популярности на протяжении 1970-х годов. В 1977 году группа с песней Kauan sitten заняла второе место в финском национальном отборе на конкурс песни «Евровидение», уступив Монике Аспелунд с песней Lapponia.
В октябре 2012 года в честь своего 40-летия группа выпустила юбилейный сборник Legenda 40-v. и дала концерт в Финском национальном театре в Хельсинки.